# 坂本茉莉
坂本 茉莉（さかもと まり）は、日本の女優、忍者、女子プロレスラー、Actwres girl'Z。[アストアクション所属/]。忍者としては、まつりの忍び名で江戸隠密武蔵一族の組頭を務める。リングでは茉莉（まり）のリングネームで出場。現在プロレスラーは休業中で、Actwres girl'Zとして活動している。

## プロレス等経歴
- 2015年3月、REINA女子プロレスの練習生となる。
- 8月29日ニューヨークWUWの大会にてリングデビュー。[3][4]
- 2016年1月31日、REINA女子プロレスで日本デビュー。板橋グリーンホール大会、対朱里戦[5]。
- 2018年3月、REINA女子プロレスの休止を経てActwres girl'Z所属となる。
- 2021年12月31日、アクトレスガールズのプロレス活動終了およびBeginning、Color’sは解散するが、アクトレスガールズに留まることを発表。プロレスラーとしての活動は引退せず、アクトレスガールズとして本格的に活動を開始。
- 2023年12月29日、新体制の第二代AWGシングル王者となる。
- 2024年6月14日、アクトレスリングにActwrekiller'Zという強さを押し出したヒール軍団が確立。MARU、惡斗などと中核をなす。また試合においてマスクを脱いで素顔で戦うことになる。
- 2024年10月14日、KING OF RING ENTERTAINMENT初代王者となる。

## 出演

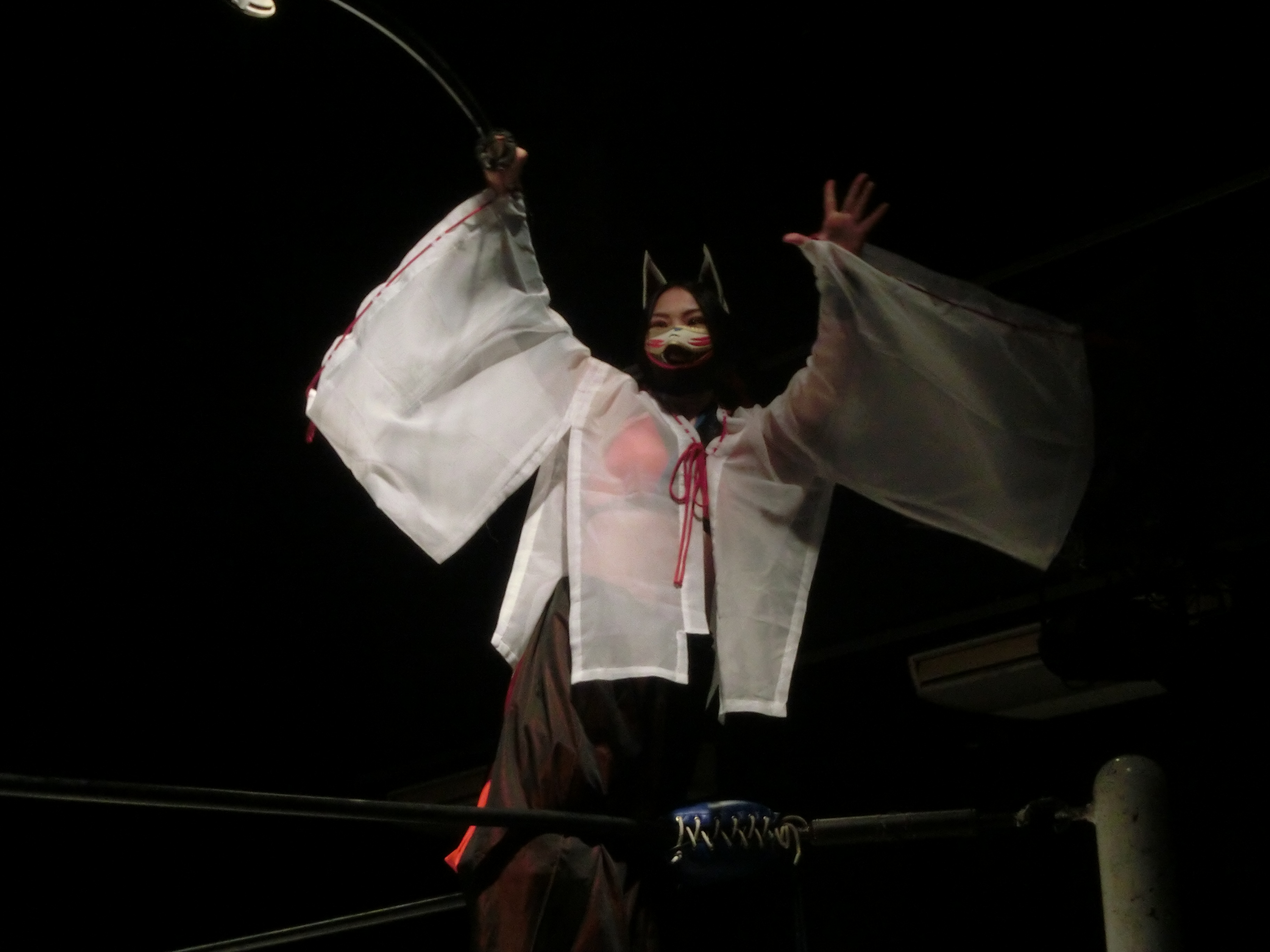
入場パフォーマンス（2018年）

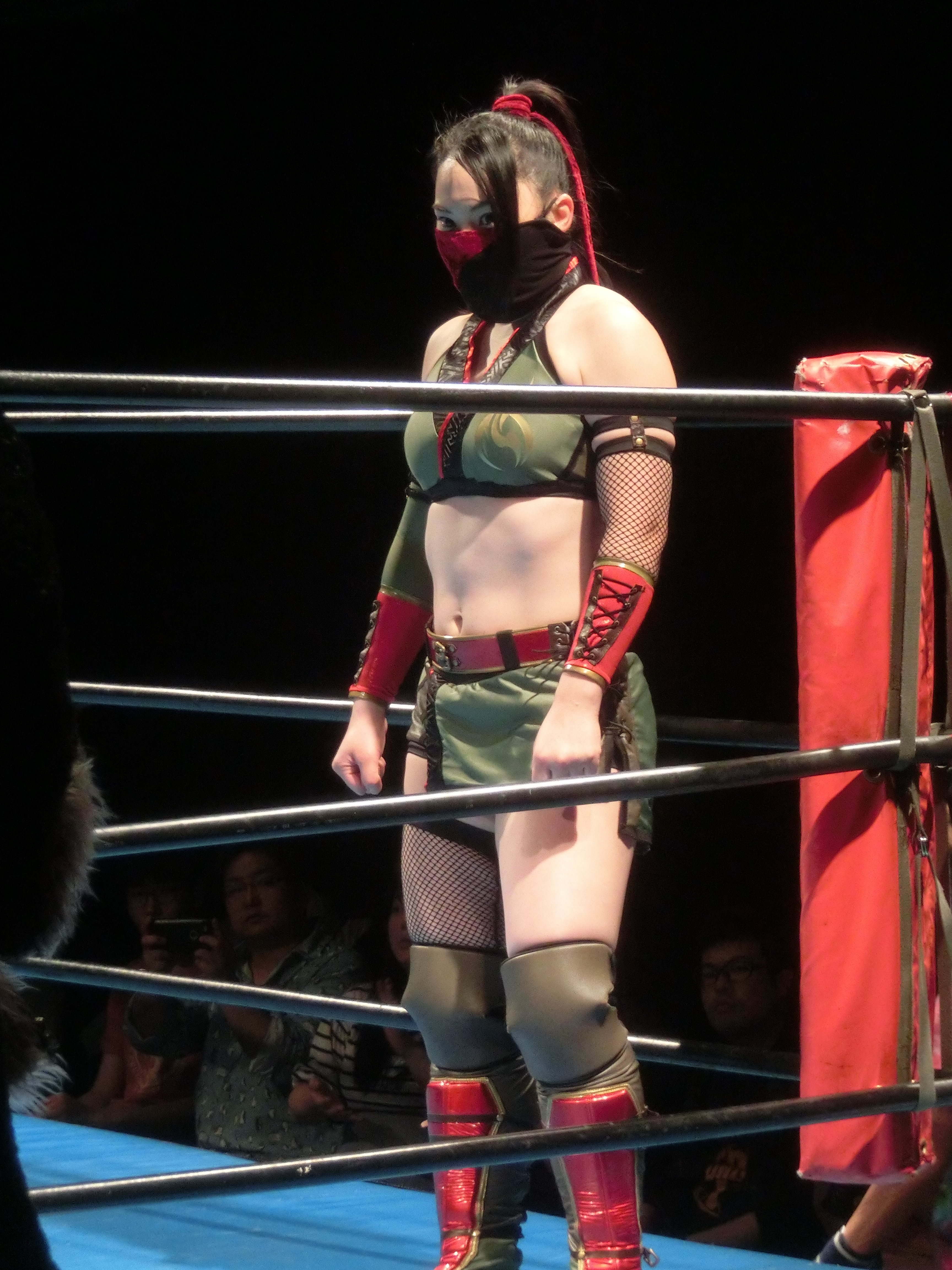
（2019年）

### 映画
2025年
- イナズマ社「タイムマシンガール」（木場明義監督）

### 舞台
2009年
- アストアクション「あすと流忍者」（2009年〜）

2015年
- 劇団夢神楽STAGE15「ノ イ ズ-Function Error into the Blue-」（11月18日 - 23日　東京大塚・萬劇場）

2016年
- M.A.M「鬼火の香炉」（6月17日 - 6月20日　東京　ウッディーシアター中目黒）
- 劇団夢神楽STAGE16「トケルトゲ」（9月17日 - 25日　東京　池袋・シアターKASSAI）

2017年
- 劇団夢神楽STAGE17「カレイド・モノクローム」（9月14日 - 18日　東京中・ポケット）
- アリスインプロジェクト「クォンタムドールズ2017」（7月5日 - 9日　東京　六行会ホール） - アーデルハイド 役[6]
- AWG「カウント2.9！」（11月18日 - 11月19日　東京　新木場1stRING）

2018年
- AWG「カウント2.9！」再演（7月26日 - 7月29日　東京新木場1stRING）

2019年
- 劇団夢神楽STAGE19「ルーラースケーラー」（3月20日～24日　東京　ザ・ポケット）イブキ役

2020年
- 劇団夢神楽STAGE20「Log@M モンスーンログ&@Montage」（2月7日 - 23日　東京　日暮里d倉庫）アンサンブル、フィラエ役
- ARG「アクトリング　花月夜-Kaguya-プレ公演」（11月15日　東京　新木場1stRING）茉莉役

2021年
- アクトリング「Shelollプレ公演」（2月7日　東京　新宿FACE）キャプテン・カリーナ役
- アクトリング「アクトリング　Shelollプレ公演　再演」（5月8日　東京新木場1stRING）キャプテン・カリーナ役
- アクトリング「アクトリング　Sky-Rexプレ公演」（6月9日　東京　新木場1stRING）茉莉役
- アクトリング「アクトリング　Shelollプレ公演　再演」（6月12日　大阪　豊中176Box）キャプテン・カリーナ役
- アクトリング本公演「アクトリング」（7月25日　東京新宿FACE）キャプテン・カリーナ役[7]
- アクトリング本公演「アクトリング　剣編01花月夜vsSheloll～暁の序曲～」（12月25日　東京新宿FACE）キャプテン・カリーナ役[8]

2022年
- アクトリング『アクトリング 鏡編弐ノ面Shelollノ章「深淵」』（5月8日 東京　新木場1stRing）キャプテン・カリーナ 役[9]
- アクトリング『お月見祭り2022』（9月25日 東京　SHIBUYA109渋谷店）キャプテン・カリーナ 役[10]
- アクトリング『東京コミコン2022 スペシャルステージ』（11月26日 千葉　幕張メッセ）キャプテン・カリーナ 役[11]

2023年
- アクトリング公演『ACTRING2023』（3月5日 東京　新木場1stRing）キャプテン・カリーナ 役[12]
- アクトリング『川口×絶品グルメ☆ビール＆日本酒祭り スペシャルステージ』（4月29日-30日 埼玉　川口駅東口駅前キュポ・ラ広場）キャプテン・カリーナ 役[13]
- アクトリング『大阪コミコン2023 スペシャルステージ』（5月6日 大阪　インテックス大阪）キャプテン・カリーナ 役
- アクトリング『ACTRING 鏡編弐ノ面Shelollノ章「深淵」』（10月29日 東京　新木場1stRing）キャプテン・カリーナ 役[14]
- アクトリング『東京コミコン2023 スペシャルステージ』（12月9日 千葉　幕張メッセ）キャプテン・カリーナ 役

2024年
- 劇団夢神楽STAGE21「残光クレイドル」（2024年4月17日～21日、中野ザ・ポケット）クウラン役[15]
- アクトリング『大阪コミコン2024 スペシャルステージ』（5月3日 大阪　インテックス大阪）キャプテン・カリーナ 役
- 『大阪コミコン2024 アメコミ×プロレス』（5月4日 大阪　インテックス大阪） [16]
- アクトリング公演『アクトリング　スペシャルステージ』（5月31日 東京　新木場1stRing）キャプテン・カリーナ 役[17]
- AWG『屋形船イベント』（6月16日 東京　江東区）
- AWG『はなきん屋敷のメイドさん～奇妙な食事会への招待状再～』（8月3日 東京　秋葉原）
- アクトリング スペシャルオムニバス公演（11月1日~4日 東京　アルネ543）キャプテン・カリーナ 役ほか
- 東京コミコン2024『コスプレクロスオーバーバトル！アメコミ×プロレス』（12月6日 千葉　幕張メッセ） [18]
- 東京コミコン2024『アクトレスガールズスペシャルステージ』（12月7日 千葉　幕張メッセ）キャプテン・カリーナ 役[19]
- アクトリング本公演『ACTRING／鏡編 参ノ面 蕨公演 Star magical☆projectノ章 〜Heartfelt Credit～』（12月15日 埼玉 蕨レッスル武道館）キャプテン・カリーナ 役
- アクトリング本公演『ACTRING／鏡編 四ノ面 蕨公演 桃華雪(仮)ノ章 Go!と言えば郷に従え』（12月15日 埼玉 蕨レッスル武道館）リリー・チェン 役[20]